# 1876 Napolitania
1876 Napolitania è un asteroide della fascia principale. Scoperto nel 1970, presenta un'orbita caratterizzata da un semiasse maggiore pari a 1,9640659 UA e da un'eccentricità di 0,0480605, inclinata di 23,11673° rispetto all'eclittica.